# Holland i Eurovision Song Contest
Holland har deltaget i Eurovision Song Contest siden begyndelsen i 1956, bortset fra 1985, 1991, 1995 og 2002. Landet har vundet konkurrencen fem gange, i 1957, 1959, 1969 ,1975 og 2019. I 1969 måtte de dog dele førstepladsen med Spanien, Storbritannien og Frankrig. Holland har desuden været vært for konkurrencen fire gange, i 1958, 1970, 1976 samt i 1980, hvor de overtog værtsskabet pga. afbud fra vindernationen i 1979, Israel.
Siden indførelsen af semifinaler i 2004 var det svært for Holland at kvalificere sig til finalen. Det lykkedes i 2004, men kvalificerede sig ikke de næste otte år. Først i 2013 kom de tilbage til finalen med "Birds" af Anouk. Herfra begyndte deres succes at vende, da de i 2014 opnåede en andenplads, og i 2019 en førsteplads, hvilket ikke var sket siden 1975.

## Repræsentant
Nøgle
     Vinder
     Anden plads
     Tredje plads
     Sidste plads
     Deltager valgt, men konkurrerede ikke
| År                 | Kunstner                  | Sang                           | Sprog                 | Oversættelse                 | Finale             | Point              | Semi                        | Point                       |
| ------------------ | ------------------------- | ------------------------------ | --------------------- | ---------------------------- | ------------------ | ------------------ | --------------------------- | --------------------------- |
| 1956               | Jetty Paerl               | "De vogels van Holland"        | Hollandsk             | Fuglene fra Holland          | N/A                | N/A                | Ingen semifinaler           | Ingen semifinaler           |
| 1956               | Corry Brokken             | "Voorgoed voorbij"             | Hollandsk             | Væk for evigt                | N/A                | N/A                | Ingen semifinaler           | Ingen semifinaler           |
| 1957               | Corry Brokken             | "Net als toen"                 | Hollandsk             | Bare ligesom når             | 1                  | 31                 | Ingen semifinaler           | Ingen semifinaler           |
| 1958               | Corry Brokken             | "Heel de wereld"               | Hollandsk             | Hele verden                  | 9                  | 1                  | Ingen semifinaler           | Ingen semifinaler           |
| 1959               | Teddy Scholten            | "Een beetje"                   | Hollandsk             | En smule                     | 1                  | 21                 | Ingen semifinaler           | Ingen semifinaler           |
| 1960               | Rudi Carrell              | "Wat een geluk"                | Hollandsk             | Sikke et held                | 12                 | 2                  | Ingen semifinaler           | Ingen semifinaler           |
| 1961               | Greetje Kauffeld          | "Wat een dag"                  | Hollandsk             | Sikke en dag                 | 10                 | 6                  | Ingen semifinaler           | Ingen semifinaler           |
| 1962               | De Spelbrekers            | "Katinka"                      | Hollandsk             | —                            | 13                 | 0                  | Ingen semifinaler           | Ingen semifinaler           |
| 1963               | Annie Palmen              | "Een speeldos"                 | Hollandsk             | En spilledåse                | 13                 | 0                  | Ingen semifinaler           | Ingen semifinaler           |
| 1964               | Anneke Grönloh            | "Jij bent mijn leven"          | Hollandsk             | Du er mit liv                | 10                 | 2                  | Ingen semifinaler           | Ingen semifinaler           |
| 1965               | Conny Vandenbos           | "'t Is genoeg"                 | Hollandsk             | Det er nok                   | 11                 | 5                  | Ingen semifinaler           | Ingen semifinaler           |
| 1966               | Milly Scott               | "Fernando en Filippo"          | Hollandsk             | Fernando og Filippo          | 15                 | 2                  | Ingen semifinaler           | Ingen semifinaler           |
| 1967               | Thérèse Steinmetz         | "Ring-dinge-ding"              | Hollandsk             | —                            | 14                 | 2                  | Ingen semifinaler           | Ingen semifinaler           |
| 1968               | Ronnie Tober              | "Morgen"                       | Hollandsk             | Morgen                       | 16                 | 1                  | Ingen semifinaler           | Ingen semifinaler           |
| 1969               | Lenny Kuhr                | "De troubadour"                | Hollandsk             | Troubadouren                 | 1                  | 18                 | Ingen semifinaler           | Ingen semifinaler           |
| 1970               | Hearts of Soul            | "Waterman"                     | Hollandsk             | Vandmand                     | 7                  | 7                  | Ingen semifinaler           | Ingen semifinaler           |
| 1971               | Saskia & Serge            | "Tijd"                         | Hollandsk             | Tid                          | 6                  | 85                 | Ingen semifinaler           | Ingen semifinaler           |
| 1972               | Sandra & Andres           | "Als het om de liefde gaat"    | Hollandsk             | Når det kommer til kærlighed | 4                  | 106                | Ingen semifinaler           | Ingen semifinaler           |
| 1973               | Ben Cramer                | "De oude muzikant"             | Hollandsk             | Den gamle musiker            | 14                 | 69                 | Ingen semifinaler           | Ingen semifinaler           |
| 1974               | Mouth & MacNeal           | "I See a Star"                 | Engelsk               | Jeg ser en stjerne           | 3                  | 15                 | Ingen semifinaler           | Ingen semifinaler           |
| 1975               | Teach-In                  | "Ding-a-dong"                  | Engelsk               | —                            | 1                  | 152                | Ingen semifinaler           | Ingen semifinaler           |
| 1976               | Sandra Reemer             | "The Party's Over"             | Engelsk               | Festen er ovre               | 9                  | 56                 | Ingen semifinaler           | Ingen semifinaler           |
| 1977               | Heddy Lester              | "De mallemolen"                | Hollandsk             | Vindmøllen                   | 12                 | 35                 | Ingen semifinaler           | Ingen semifinaler           |
| 1978               | Harmony                   | "'t is OK"                     | Hollandsk             | Det er OK                    | 13                 | 37                 | Ingen semifinaler           | Ingen semifinaler           |
| 1979               | Xandra                    | "Colorado"                     | Hollandsk             | —                            | 12                 | 51                 | Ingen semifinaler           | Ingen semifinaler           |
| 1980               | Maggie MacNeal            | "Amsterdam"                    | Hollandsk             | —                            | 5                  | 93                 | Ingen semifinaler           | Ingen semifinaler           |
| 1981               | Linda Williams            | "Het is een wonder"            | Hollandsk             | Det er et vidunder           | 9                  | 51                 | Ingen semifinaler           | Ingen semifinaler           |
| 1982               | Bill van Dijk             | "Jij en ik"                    | Hollandsk             | Dig og mig                   | 16                 | 8                  | Ingen semifinaler           | Ingen semifinaler           |
| 1983               | Bernadette Kraakman       | "Sing Me a Song"               | Hollandsk, engelsk    | Syng mig en sang             | 7                  | 66                 | Ingen semifinaler           | Ingen semifinaler           |
| 1984               | Maribelle                 | "Ik hou van jou"               | Hollandsk             | Jeg elsker dig               | 13                 | 34                 | Ingen semifinaler           | Ingen semifinaler           |
| Deltog ikke i 1985 |                           |                                |                       |                              |                    |                    |                             |                             |
| 1986               | Frizzle Sizzle            | "Alles heeft ritme"            | Hollandsk             | Alle har rytme               | 13                 | 40                 | Ingen semifinaler           | Ingen semifinaler           |
| 1987               | Marcha                    | "Rechtop in de wind"           | Hollandsk             | Oprejst i vinden             | 5                  | 83                 | Ingen semifinaler           | Ingen semifinaler           |
| 1988               | Gerard Joling             | "Shangri-La"                   | Hollandsk             | —                            | 9                  | 70                 | Ingen semifinaler           | Ingen semifinaler           |
| 1989               | Justine Pelmelay          | "Blijf zoals je bent"          | Hollandsk             | Bo som du er                 | 15                 | 45                 | Ingen semifinaler           | Ingen semifinaler           |
| 1990               | Maywood                   | "Ik wil alles met je delen"    | Hollandsk             | Jeg vil dele alt med dig     | 15                 | 25                 | Ingen semifinaler           | Ingen semifinaler           |
| Deltog ikke i 1991 |                           |                                |                       |                              |                    |                    |                             |                             |
| 1992               | Humphrey Campbell         | "Wijs me de weg"               | Hollandsk             | Vis mig vejen                | 9                  | 67                 | Ingen semifinaler           | Ingen semifinaler           |
| 1993               | Ruth Jacott               | "Vrede"                        | Hollandsk             | Fred                         | 6                  | 92                 | Kvalifikacija za Millstreet | Kvalifikacija za Millstreet |
| 1994               | Willeke Alberti           | "Waar is de zon?"              | Hollandsk             | Hvor er solen?               | 23                 | 4                  | Ingen semifinaler           | Ingen semifinaler           |
| Deltog ikke i 1995 |                           |                                |                       |                              |                    |                    |                             |                             |
| 1996               | Maxine & Franklin Brown   | "De eerste keer"               | Hollandsk             | Den første gang              | 7                  | 78                 | 9                           | 63                          |
| 1997               | Mrs. Einstein             | "Niemand heeft nog tijd"       | Hollandsk             | Ingen har nok tid            | 22                 | 5                  | Ingen semifinaler           | Ingen semifinaler           |
| 1998               | Edsilia Rombley           | "Hemel en aarde"               | Hollandsk             | Himmel og jord               | 4                  | 150                | Ingen semifinaler           | Ingen semifinaler           |
| 1999               | Marlayne                  | "One Good Reason"              | Engelsk               | En god grund                 | 8                  | 71                 | Ingen semifinaler           | Ingen semifinaler           |
| 2000               | Linda Wagenmakers         | "No Goodbyes"                  | Engelsk               | Ingen farveller              | 13                 | 40                 | Ingen semifinaler           | Ingen semifinaler           |
| 2001               | Michelle Courtens         | "Out On My Own"                | Engelsk               | Ud for mig selv              | 18                 | 16                 | Ingen semifinaler           | Ingen semifinaler           |
| Deltog ikke i 2002 |                           |                                |                       |                              |                    |                    |                             |                             |
| 2003               | Esther Hart               | "One More Night"               | Engelsk               | En nat mere                  | 13                 | 45                 | Ingen semifinaler           | Ingen semifinaler           |
| 2004               | Re-Union                  | "Without You"                  | Engelsk               | Uden dig                     | 20                 | 11                 | 6                           | 146                         |
| 2005               | Glennis Grace             | "My Impossible Dream"          | Engelsk               | Min umulige drøm             | Ikke kvalificeret  | Ikke kvalificeret  | 14                          | 53                          |
| 2006               | Treble                    | "Amambanda"                    | Kunstsprog, engelsk   | —                            | Ikke kvalificeret  | Ikke kvalificeret  | 20                          | 23                          |
| 2007               | Edsilia Rombley           | "On Top of the World"          | Engelsk               | På toppen af verden          | Ikke kvalificeret  | Ikke kvalificeret  | 21                          | 38                          |
| 2008               | Hind                      | "Your Heart Belongs to Me"     | Engelsk               | Dit hjerte tilhører mig      | Ikke kvalificeret  | Ikke kvalificeret  | 13                          | 27                          |
| 2009               | De Toppers                | "Shine"                        | Engelsk               | Skin                         | Ikke kvalificeret  | Ikke kvalificeret  | 17                          | 11                          |
| 2010               | Sieneke                   | "Ik ben verliefd (Sha-la-lie)" | Hollandsk             | Jeg er forelsket, Shalalie   | Ikke kvalificeret  | Ikke kvalificeret  | 14                          | 29                          |
| 2011               | 3JS                       | "Never alone"                  | Engelsk               | Aldrig alene                 | Ikke kvalificeret  | Ikke kvalificeret  | 19                          | 13                          |
| 2012               | Joan Franka               | "You and Me"                   | Engelsk               | Dig og mig                   | Ikke kvalificeret  | Ikke kvalificeret  | 15                          | 35                          |
| 2013               | Anouk                     | "Birds"                        | Engelsk               | Fugle                        | 9                  | 114                | 6                           | 75                          |
| 2014               | The Common Linnets        | "Calm After the Storm"         | Engelsk               | Ro efter stormen             | 2                  | 238                | 1                           | 150                         |
| 2015               | Trijntje Oosterhuis       | "Walk Along"                   | Engelsk               | Gå sammen med mig            | Ikke kvalificeret  | Ikke kvalificeret  | 14                          | 33                          |
| 2016               | Douwe Bob                 | "Slow Down"                    | Engelsk               | Sænk farten                  | 11                 | 153                | 5                           | 197                         |
| 2017               | O'G3NE                    | "Lights and Shadows"           | Engelsk               | Lys og skygger               | 11                 | 150                | 4                           | 200                         |
| 2018               | Waylon                    | "Outlaw in 'Em"                | Engelsk               | Fredløs i sig                | 18                 | 121                | 7                           | 174                         |
| 2019               | Duncan Laurence           | "Arcade"                       | Engelsk               | Arkade                       | 1                  | 498                | 1                           | 280                         |
| 2020               | Jeangu Macrooy            | "Grow"                         | Engelsk               | Vokser                       | Konkurrence aflyst | Konkurrence aflyst | Værtsland                   | Værtsland                   |
| 2021               | Jeangu Macrooy            | "Birth of a New Age"           | Engelsk, sranan tongo | Begyndelsen på en ny æra     | 23                 | 11                 | Værtsland                   | Værtsland                   |
| 2022               | S10                       | "De Diepte"                    | Hollandsk             | Dybden                       | 11                 | 171                | 2                           | 221                         |
| 2023               | Mia Nicolai & Dion Cooper | "Burning Daylight"             | Engelsk               | Brændende dagslys            | Ikke kvalificeret  | Ikke kvalificeret  | 13                          | 7                           |
| 2024               | Joost Klein               | "Europapa"                     | Hollandsk             | —                            | Diskvalificeret    | Diskvalificeret    | 2                           | 182                         |
| 2025               | Claude                    | "C'est la vie"                 | Fransk, engelsk       | Sådan er livet               | 12                 | 175                | 3                           | 121                         |

## Pointstatistik (1956-2025)

### Flest point til og fra - top 5
NB: Kun point givet i finalerne er talt med.
| Holland har givet flest point til | Holland har givet flest point til | Holland har givet flest point til |
| Placering                         | Land                              | Point                             |
| --------------------------------- | --------------------------------- | --------------------------------- |
| 1                                 | Sverige                           | 228                               |
| 2                                 | Frankrig                          | 206                               |
| 3                                 | Belgien                           | 203                               |
| 4                                 | Schweiz                           | 203                               |
| 5                                 | Israel                            | 179                               |

| Holland har modtaget flest point fra | Holland har modtaget flest point fra | Holland har modtaget flest point fra |
| Placering                            | Land                                 | Point                                |
| ------------------------------------ | ------------------------------------ | ------------------------------------ |
| 1                                    | Belgien                              | 204                                  |
| 2                                    | Frankrig                             | 165                                  |
| 3                                    | Irland                               | 161                                  |
| 4                                    | Schweiz                              | 155                                  |
| =                                    | Tyskland                             | 155                                  |

### 12 point til og fra
NB: Kun 12 point givet i finalerne siden er talt med.
| Holland har modtaget 12 point fra | Holland har modtaget 12 point fra                                 | Holland har modtaget 12 point fra |
| År                                | Jury                                                              | Televoting                        |
| --------------------------------- | ----------------------------------------------------------------- | --------------------------------- |
| 1975                              | Israel, Malta, Norge, Spanien, Storbritannien, Sverige            | Ingen separat televoting          |
| 1978                              | Israel                                                            | Ingen separat televoting          |
| 1980                              | Frankrig, Luxembourg, Tyrkiet, Østrig                             | Ingen separat televoting          |
| 1983                              | Schweiz                                                           | Ingen separat televoting          |
| 1987                              | Frankrig                                                          | Ingen separat televoting          |
| 1988                              | Grækenland, Luxembourg                                            | Ingen separat televoting          |
| 1993                              | Irland                                                            | Ingen separat televoting          |
| 1996                              | Østrig                                                            | Ingen separat televoting          |
| 1998                              | Belgien, Ungarn                                                   | Ingen separat televoting          |
| 1999                              | Belgien                                                           | Ingen separat televoting          |
| 2013                              | Belgien                                                           | Ingen separat televoting          |
| 2014                              | Estland, Island, Letland, Litauen, Norge, Polen, Tyskland, Ungarn | Ingen separat televoting          |
| 2016                              | Island                                                            | Modtog ikke 12 point              |
| 2017                              | Rumænien, Østrig                                                  | Modtog ikke 12 point              |
| 2018                              | Modtog ikke 12 point                                              | Belgien                           |
| 2019                              | Frankrig, Israel, Letland, Litauen, Portugal, Sverige             | Belgien, Rumænien                 |
| 2022                              | Italien                                                           | Modtog ikke 12 point              |

| Holland har givet 12 point til | Holland har givet 12 point til | Holland har givet 12 point til |
| År                             | Jury                           | Televoting                     |
| ------------------------------ | ------------------------------ | ------------------------------ |
| 1975                           | Luxembourg                     | Ingen separat televoting       |
| 1976                           | Frankrig                       | Ingen separat televoting       |
| 1977                           | Belgien                        | Ingen separat televoting       |
| 1978                           | Israel                         | Ingen separat televoting       |
| 1979                           | Frankrig                       | Ingen separat televoting       |
| 1980                           | Tyskland                       | Ingen separat televoting       |
| 1981                           | Storbritannien                 | Ingen separat televoting       |
| 1982                           | Cypern                         | Ingen separat televoting       |
| 1983                           | Israel                         | Ingen separat televoting       |
| 1984                           | Frankrig                       | Ingen separat televoting       |
| 1986                           | Schweiz                        | Ingen separat televoting       |
| 1987                           | Irland                         | Ingen separat televoting       |
| 1988                           | Danmark                        | Ingen separat televoting       |
| 1989                           | Danmark                        | Ingen separat televoting       |
| 1990                           | Frankrig                       | Ingen separat televoting       |
| 1992                           | Italien                        | Ingen separat televoting       |
| 1993                           | Portugal                       | Ingen separat televoting       |
| 1994                           | Irland                         | Ingen separat televoting       |
| 1996                           | Irland                         | Ingen separat televoting       |
| 1997                           | Storbritannien                 | Ingen separat televoting       |
| 1998                           | Tyskland                       | Ingen separat televoting       |
| 1999                           | Tyskland                       | Ingen separat televoting       |
| 2000                           | Tyrkiet                        | Ingen separat televoting       |
| 2001                           | Estland                        | Ingen separat televoting       |
| 2003                           | Tyrkiet                        | Ingen separat televoting       |
| 2004                           | Tyrkiet                        | Ingen separat televoting       |
| 2005                           | Tyrkiet                        | Ingen separat televoting       |
| 2006                           | Tyrkiet                        | Ingen separat televoting       |
| 2007                           | Tyrkiet                        | Ingen separat televoting       |
| 2008                           | Armenien                       | Ingen separat televoting       |
| 2009                           | Norge                          | Ingen separat televoting       |
| 2010                           | Armenien                       | Ingen separat televoting       |
| 2011                           | Danmark                        | Ingen separat televoting       |
| 2012                           | Sverige                        | Ingen separat televoting       |
| 2013                           | Belgien                        | Ingen separat televoting       |
| 2014                           | Østrig                         | Ingen separat televoting       |
| 2015                           | Belgien                        | Ingen separat televoting       |
| 2016                           | Australien                     | Belgien                        |
| 2017                           | Portugal                       | Portugal                       |
| 2018                           | Tyskland                       | Tyskland                       |
| 2019                           | Sverige                        | Norge                          |
| 2021                           | Frankrig                       | Frankrig                       |
| 2022                           | Grækenland                     | Ukraine                        |
| 2023                           | Sverige                        | Finland                        |
| 2024                           | Schweiz                        | Israel                         |
| 2025                           | Østrig                         | Israel                         |

### Flest point til og fra - alle lande
NB: Kun point givet i finalerne er talt med.
| Holland har givet point til | Holland har givet point til | Holland har givet point til |
| Placering                   | Land                        | Point                       |
| --------------------------- | --------------------------- | --------------------------- |
| 1                           | Sverige                     | 228                         |
| 2                           | Frankrig                    | 206                         |
| 3                           | Belgien                     | 203                         |
| 4                           | Schweiz                     | 203                         |
| 5                           | Israel                      | 179                         |
| 6                           | Tyskland                    | 173                         |
| 7                           | Storbritannien              | 167                         |
| 8                           | Irland                      | 159                         |
| 9                           | Norge                       | 157                         |
| 10                          | Danmark                     | 142                         |
| 11                          | Tyrkiet                     | 132                         |
| 12                          | Portugal                    | 127                         |
| 13                          | Grækenland                  | 124                         |
| 14                          | Italien                     | 108                         |
| 15                          | Østrig                      | 104                         |
| 16                          | Spanien                     | 103                         |
| 17                          | Finland                     | 92                          |
| 18                          | Luxembourg                  | 87                          |
| 19                          | Armenien                    | 72                          |
| 20                          | Island                      | 69                          |
| 21                          | Ukraine                     | 65                          |
| 22                          | Cypern                      | 60                          |
| 23                          | Malta                       | 59                          |
| 24                          | Estland                     | 58                          |
| 25                          | Rusland                     | 47                          |
| 26                          | Monaco                      | 46                          |
| 27                          | Bosnien-Hercegovina         | 45                          |
| 28                          | Polen                       | 42                          |
| 29                          | Australien                  | 41                          |
| 30                          | Jugoslavien                 | 40                          |
| 31                          | Serbien                     | 34                          |
| 32                          | Ungarn                      | 33                          |
| =                           | Kroatien                    | 32                          |
| 34                          | Litauen                     | 31                          |
| 35                          | Aserbajdsjan                | 27                          |
| 36                          | Rumænien                    | 20                          |
| 37                          | Bulgarien                   | 19                          |
| 38                          | Tjekkiet                    | 18                          |
| 39                          | Moldova                     | 17                          |
| 40                          | Serbien og Montenegro       | 14                          |
| 41                          | Letland                     | 13                          |
| =                           | Slovenien                   | 13                          |
| 43                          | Nordmakedonien              | 4                           |
| 44                          | Albanien                    | 3                           |
| 45                          | Georgien                    | 2                           |
| 46                          | Andorra                     | 0                           |
| =                           | Hviderusland                | 0                           |
| =                           | Marokko                     | 0                           |
| =                           | Montenegro                  | 0                           |
| =                           | San Marino                  | 0                           |
| =                           | Slovakiet                   | 0                           |

| Holland har modtaget point fra | Holland har modtaget point fra | Holland har modtaget point fra |
| Placering                      | Land                           | Point                          |
| ------------------------------ | ------------------------------ | ------------------------------ |
| 1                              | Belgien                        | 204                            |
| 2                              | Frankrig                       | 165                            |
| 3                              | Irland                         | 161                            |
| 4                              | Schweiz                        | 155                            |
| =                              | Tyskland                       | 155                            |
| 6                              | Østrig                         | 150                            |
| 7                              | Norge                          | 148                            |
| 8                              | Spanien                        | 136                            |
| 9                              | Sverige                        | 135                            |
| 10                             | Portugal                       | 124                            |
| 11                             | Israel                         | 123                            |
| 12                             | Storbritannien                 | 114                            |
| 13                             | Finland                        | 112                            |
| 14                             | Danmark                        | 106                            |
| 15                             | Italien                        | 99                             |
| 16                             | Island                         | 93                             |
| 17                             | Luxembourg                     | 89                             |
| 18                             | Grækenland                     | 84                             |
| 19                             | Tyrkiet                        | 76                             |
| 20                             | Slovenien                      | 68                             |
| 21                             | Jugoslavien                    | 67                             |
| =                              | Malta                          | 67                             |
| 23                             | Polen                          | 63                             |
| 24                             | Ungarn                         | 62                             |
| 25                             | Estland                        | 61                             |
| 26                             | Litauen                        | 60                             |
| 27                             | Cypern                         | 47                             |
| 28                             | Rumænien                       | 45                             |
| 29                             | Letland                        | 41                             |
| 30                             | Kroatien                       | 38                             |
| 31                             | Monaco                         | 33                             |
| 32                             | Armenien                       | 32                             |
| =                              | Georgien                       | 32                             |
| =                              | Tjekkiet                       | 32                             |
| 35                             | Nordmakedonien                 | 28                             |
| 36                             | Albanien                       | 27                             |
| 37                             | San Marino                     | 24                             |
| 38                             | Hviderusland                   | 23                             |
| 39                             | Australien                     | 22                             |
| =                              | Rusland                        | 22                             |
| =                              | Ukraine                        | 22                             |
| 42                             | Bosnien-Hercegovina            | 18                             |
| 43                             | Serbien                        | 15                             |
| 44                             | Aserbajdsjan                   | 14                             |
| =                              | Bulgarien                      | 14                             |
| 46                             | Moldova                        | 10                             |
| 47                             | Montenegro                     | 9                              |
| 48                             | Slovakiet                      | 6                              |
| 49                             | Andorra                        | 0                              |
| =                              | Marokko                        | 0                              |
| =                              | Serbien og Montenegro          | 0                              |

## Vært
| År   | By        | Scene          | Værter                                                      |
| ---- | --------- | -------------- | ----------------------------------------------------------- |
| 1958 | Hilversum | AVRO Studio    | Hannie Lips                                                 |
| 1970 | Amsterdam | Congrescentrum | Willy Dobbe                                                 |
| 1976 | Haag      | Congresgebouw  | Corry Brokken                                               |
| 1980 | Haag      | Congresgebouw  | Marlous Fluitsma                                            |
| 2020 | Rotterdam | Rotterdam Ahoy | Edsilia Rombley, Chantal Janzen & Jan Smit                  |
| 2021 | Rotterdam | Rotterdam Ahoy | Edsilia Rombley, Chantal Janzen, Jan Smit & Nikkie de Jager |

## Kommentatorer og jurytalsmænd
| År   | Kommentator                                                       | Jurytalsmand                    |
| ---- | ----------------------------------------------------------------- | ------------------------------- |
| 1956 | Piet te Nuyl                                                      | Ingen jurytalsmand              |
| 1957 | Piet te Nuyl                                                      | Willem Duys                     |
| 1958 | Siebe van der Zee                                                 | Piet te Nuyl                    |
| 1959 | Piet te Nuyl                                                      | Siebe van der Zee               |
| 1960 | Piet te Nuyl                                                      | Siebe van der Zee               |
| 1961 | Piet te Nuyl                                                      | Siebe van der Zee               |
| 1962 | Willem Duys                                                       | Ger Lugtenburg                  |
| 1963 | Willem Duys                                                       | Pim Jacobs                      |
| 1964 | Ageeth Scherphuis                                                 | Pim Jacobs                      |
| 1965 | Teddy Scholten                                                    | Pim Jacobs                      |
| 1966 | Teddy Scholten                                                    | Pim Jacobs                      |
| 1967 | Leo Nelissen                                                      | Ellen Blazer                    |
| 1968 | Elles Berger                                                      | Willem Duys                     |
| 1969 | Pim Jacobs                                                        | Leo Nelissen                    |
| 1970 | Pim Jacobs                                                        | Flip van der Schalie            |
| 1971 | Pim Jacobs                                                        | Ingen jurytalsmand              |
| 1972 | Pim Jacobs                                                        | Ingen jurytalsmand              |
| 1973 | Pim Jacobs                                                        | Ingen jurytalsmand              |
| 1974 | Willem Duys                                                       | Dick van Bommel                 |
| 1975 | Willem Duys                                                       | Dick van Bommel                 |
| 1976 | Willem Duys                                                       | Dick van Bommel                 |
| 1977 | Ati Dijckmeester                                                  | Ralph Inbar                     |
| 1978 | Willem Duys                                                       | Dick van Bommel                 |
| 1979 | Willem Duys                                                       | Ivo Niehe                       |
| 1980 | Pim Jacobs                                                        | Flip van der Schalie            |
| 1981 | Pim Jacobs                                                        | Flip van der Schalie            |
| 1982 | Pim Jacobs                                                        | Flip van der Schalie            |
| 1983 | Willem Duys                                                       | Flip van der Schalie            |
| 1984 | Ivo Niehe                                                         | Flip van der Schalie            |
| 1985 | Gerrit den Braber                                                 | Deltog ikke                     |
| 1986 | Leo van der Goot                                                  | Joop van Zijl                   |
| 1987 | Willem van Beusekom                                               | Ralph Inbar                     |
| 1988 | Willem van Beusekom                                               | Joop van Os                     |
| 1989 | Willem van Beusekom                                               | Joop van Os                     |
| 1990 | Willem van Beusekom                                               | Joop van Os                     |
| 1991 | Ingen udsendelse                                                  | Deltog ikke                     |
| 1992 | Willem van Beusekom                                               | Herman Slager                   |
| 1993 | Willem van Beusekom                                               | Joop van Os                     |
| 1994 | Willem van Beusekom                                               | Joop van Os                     |
| 1995 | Paul de Leeuw                                                     | Deltog ikke                     |
| 1996 | Willem van Beusekom                                               | Marga Bult                      |
| 1997 | Willem van Beusekom                                               | Corry Brokken                   |
| 1998 | Willem van Beusekom                                               | Conny Vandenbos                 |
| 1999 | Willem van Beusekom                                               | Edsilia Rombley                 |
| 2000 | Willem van Beusekom                                               | Marleen Sahupala (Marlayne)     |
| 2001 | Willem van Beusekom                                               | Marleen Sahupala (Marlayne)     |
| 2002 | Willem van Beusekom                                               | Deltog ikke                     |
| 2003 | Willem van Beusekom                                               | Marleen Sahupala (Marlayne)     |
| 2004 | Willem van Beusekom & Cornald Maas                                | Esther Hart                     |
| 2005 | Willem van Beusekom & Cornald Maas                                | Nancy Coolen                    |
| 2006 | Cornald Maas & Paul de Leeuw                                      | Paul de Leeuw                   |
| 2007 | Cornald Maas & Paul de Leeuw                                      | Paul de Leeuw & Edsilia Rombley |
| 2008 | Cornald Maas                                                      | Esther Hart                     |
| 2009 | Cornald Maas                                                      | Yolanthe Sneijder-Cabau         |
| 2010 | Cornald Maas & Daniël Dekker                                      | Yolanthe Sneijder-Cabau         |
| 2011 | Jan Smit & Daniël Dekker                                          | Mandy Huydts                    |
| 2012 | Jan Smit & Daniël Dekker                                          | Vivienne van den Assem          |
| 2013 | Jan Smit & Daniël Dekker                                          | Cornald Maas                    |
| 2014 | Jan Smit & Cornald Maas                                           | Tim Douwsma                     |
| 2015 | Jan Smit & Cornald Maas                                           | Edsilia Rombley                 |
| 2016 | Jan Smit & Cornald Maas (Alle shows) Douwe Bob (Anden semifinale) | Trijntje Oosterhuis             |
| 2017 | Jan Smit & Cornald Maas                                           | Douwe Bob                       |
| 2018 | Jan Smit & Cornald Maas                                           | O'G3NE                          |
| 2019 | Jan Smit & Cornald Maas                                           | Emma Wortelboer                 |
| 2021 | Cornald Maas & Sander Lantinga                                    | Romy Monteiro                   |
| 2022 | Jan Smit & Cornald Maas                                           | Jeangu Macrooy                  |
| 2023 | Jan Smit & Cornald Maas                                           | S10                             |
| 2024 | Cornald Maas & Jacqueline Govaert                                 | Nikkie de Jager.                |
| 2025 | Cornald Maas                                                      | Chantal Janzen                  |

## Galleri
- Edsilia Rombley i Helsinki (2007)
- Hind i Beograd (2008)
- Joost Klein i Malmö (2024)
- Claude i Basel (2025)